# Kunstwegen

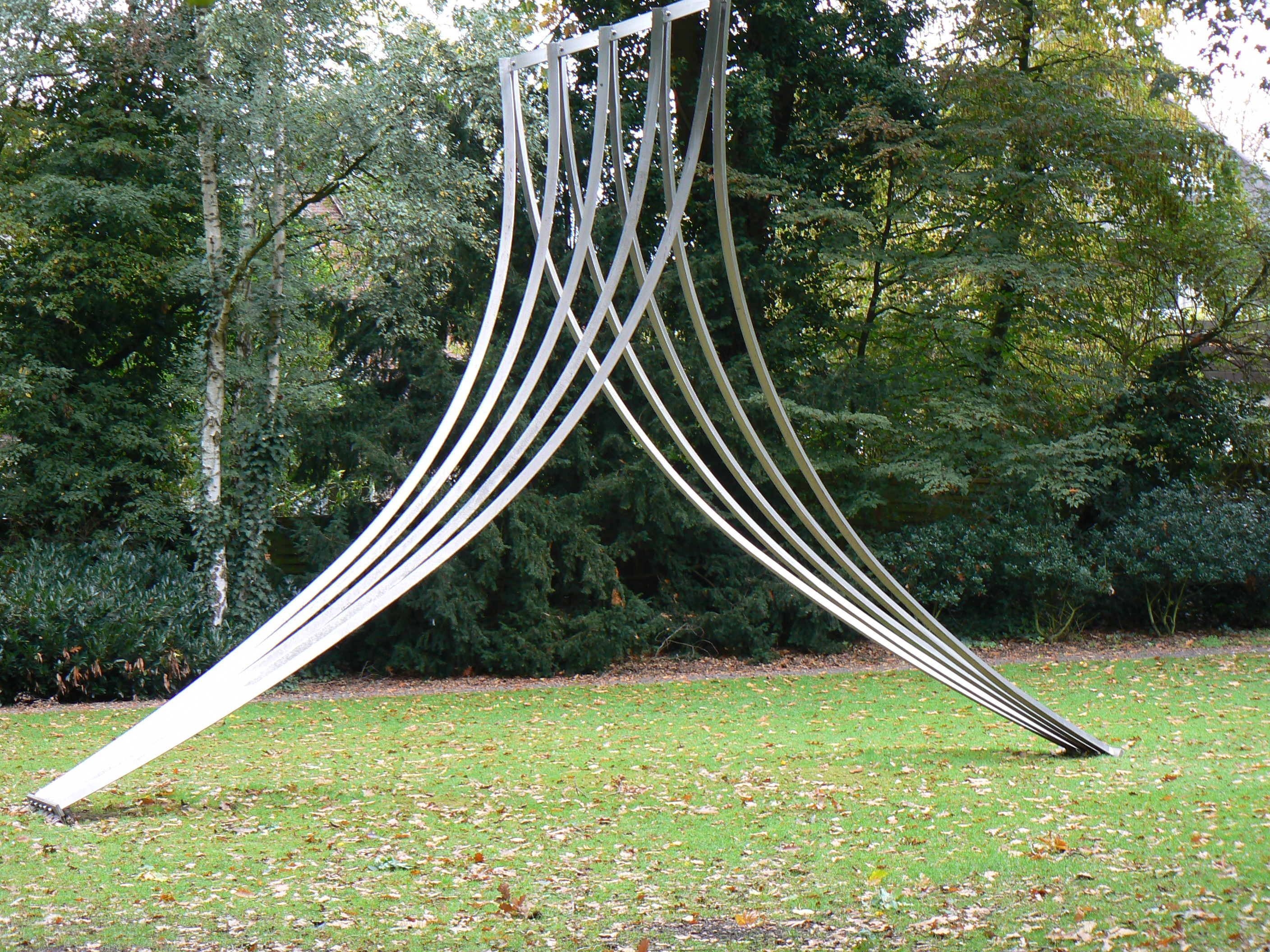
Henk Visch: Uit het gezicht verliezen (1986/9)

kunstwegen ist eine holländisch-deutsche Skulpturenroute, die seit dem Jahr 2000 vom niedersächsischen Nordhorn entlang der Vechte ins niederländische Zwolle führt. Die 132 Kilometer lange Strecke folgt dem Fluss, der seit Jahrhunderten die Grafschaft Bentheim mit dem benachbarten Overijssel verbindet. Mehr als 60 Kunstwerke aus über 20 Jahren spiegeln die Entwicklung von Kunst im öffentlichen Raum wider. Seit 2011 verlängert das Skulpturenprojekt raumsichten die Skulpturenroute von kunstwegen in Richtung Süden durch die Obergrafschaft Bentheim bis nach Nordrhein-Westfalen.
kunstwegen ist eines der größten offenen Museen Europas, in dem Skulpturen unter freiem Himmel stehen und rund um die Uhr für jedermann zugänglich sind.

## Tourismus

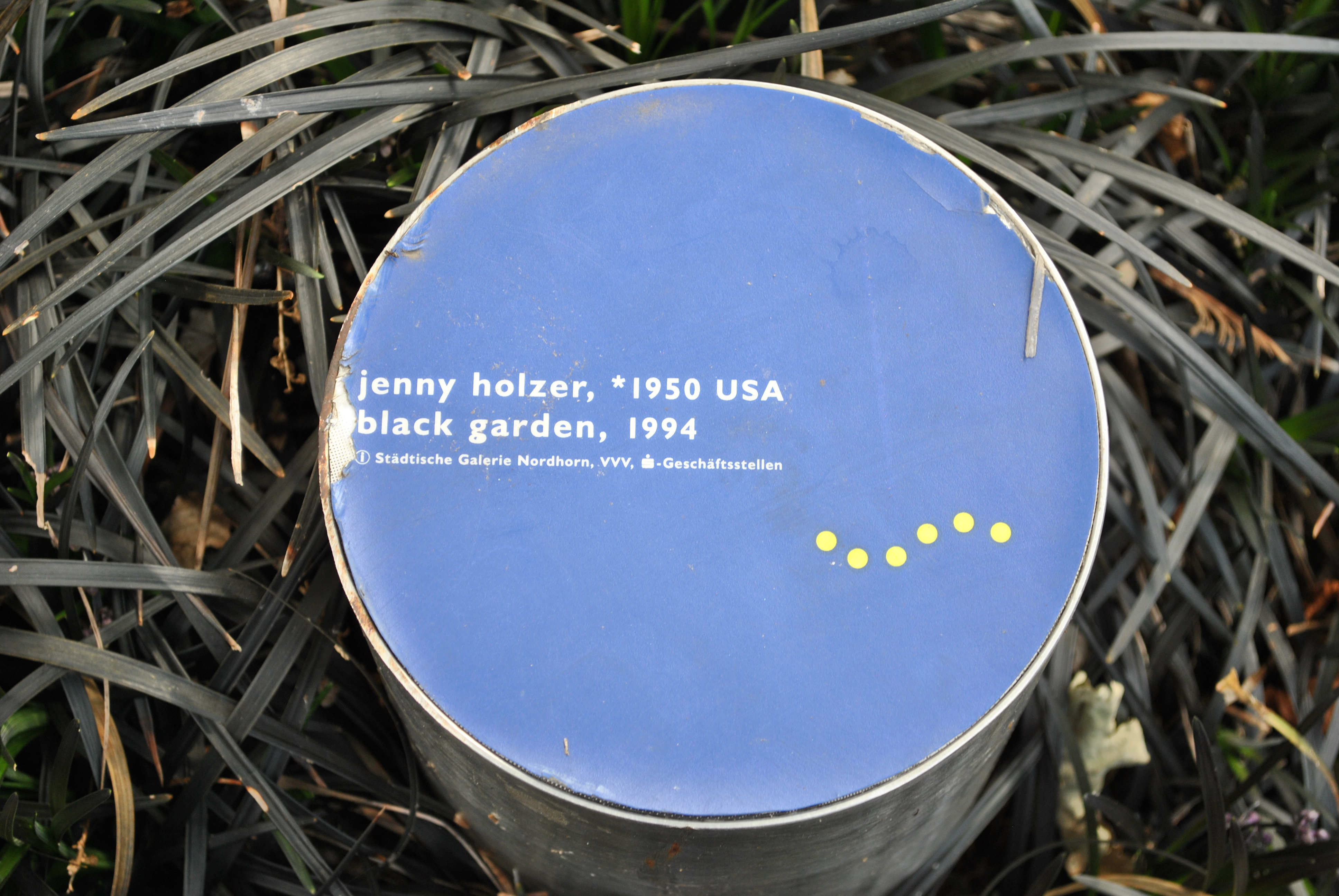
Beispiel eines „blauen Punkts“, hier beim Schwarzen Garten

Der Radwanderweg für kunstwegen ist gut sichtbar ausgeschildert und ein Abschnitt der längeren Vechtetalroute. Neben oder vor den Kunstwegen-Objekten findet sich im Gras ein „blauer Punkt“ mit dem Namen des Künstlers sowie dem Titel und Entstehungsjahr der Arbeit. Bei allen Stationen ist eine farbige Infosäule aufgestellt, die Wissenswertes zum Kunstwerk, zur Natur, zur Geschichte und den Sehenswürdigkeiten der näheren Umgebung vermittelt. Entlang der Hauptverkehrsstrecke weisen Schilder auf die Abfahrt zu den Kunstwegen-Objekten hin. Das entsprechende Karten- und Begleitmaterial zur Kunstwegen-Route ist über die Städtische Galerie Nordhorn, den regionalen Tourismusbüros und über den regulären Buchhandel erhältlich.

## Geschichte
Die Anregung zum deutsch-niederländischen Projekt kunstwegen kam von der Städtischen Galerie Nordhorn. Unter der künstlerischen Leitung von Martin Köttering und Roland Nachtigäller sowie in enger Zusammenarbeit mit dem Landkreis Grafschaft Bentheim entstanden in den Jahren 1999 und 2000 sechzehn Werke. kunstwegen war zugleich der Anlass, zwei bereits bestehende Skulpturenensembles auf beiden Seiten der Grenze zu einer deutsch-niederländischen Kunstroute zusammenzuführen.
Der 1989 von Eckhard Schneider, dem damaligen Leiter der Städtischen Galerie Nordhorn, ausgearbeitete, fünf Kilometer lange Skulpturenweg Nordhorn versammelte 36 künstlerische Arbeiten aus den Jahren 1970 bis 1997 zu einem ersten Spazierweg. Ausgehend vom Vechtesee finden sich im Stadtraum ortsspezifische Auftragsarbeiten aus den Jahren 1970 bis 1997. Die Strecke führt bis zum Kloster Frenswegen, wo die Skulpturen der drei internationalen Bildhauersymposien zum Bentheimer Sandstein aus den Jahren 1979, 1982 und 1988 aufgestellt sind. Viele Projekte nutzen die Vechte als natürlichen Wegweiser und beziehen sie bisweilen auch direkt mit ein.
In den Niederlanden gab im Jahre 1987 die wenig genutzte Bahnlinie zwischen den niederländischen Städten Zwolle (Hauptstadt der Provinz Overijssel) und Emmen den Anstoß zur Idee einer Kunstlijn. Für die zunächst neun an der Strecke gelegenen Bahnstationen beauftragte Rudolph J. Krudop von der  Stichting Kunst & Cultuur Overijssel regionale und internationale Künstler mit der Entwicklung dauerhafter Projekte. Unter dem Konzept der  Kunstlijn wurden auf der holländischen Seite der Vechte bis 1993 fast 30 Kunstwerke zusammengefasst. Mit sechzehn neuen Positionen fügt kunstwegen diese Ensembles zu einer grenzüberschreitenden, deutsch-niederländischen Skulpturenroute zusammen.
Im Juni 2000 wurde kunstwegen durch die niederländische Königin Beatrix eingeweiht.

## Organisation
Das Projekt ist seit 2001 durch die Trägerorganisation kunstwegen EWIV (Europäische wirtschaftliche Interessenvereinigung) binational geschäftsfähig. Auf niederländischer Seite wurde die kunstwegen stichting gegründet. Institutionell verbunden ist kunstwegen mit dem Landkreis Grafschaft Bentheim und der Städtischen Galerie Nordhorn. Hier ist das Zentrum der inhaltlichen wie organisatorischen Arbeit sowie der Kunstvermittlung mit der Kunstschule.

## Konzept
Mit dem Skulpturenweg Nordhorn und der niederländischen Kunstlijn wurden zwei bereits bestehende Skulpturen-Ensembles in das Projekt integriert. Den Besucher soll die jüngere Geschichte einer im öffentlichen Lebensraum situierten Kunst beispielhaft vor Augen geführt werden. Auf Vorschlag der vier Gastkuratoren Saskia Bos, Zdenek Felix, Jan Hoet und Harald Szeemann schufen  Künstler neue Werke, die sich auf die örtliche Geschichte und die Landschaft beziehen. Die geographischen, historischen und kulturgeschichtlichen Eigenarten der jeweiligen Umgebung bestimmen die Gestaltung der Skulpturen. Die Positionen der Kunstwerke finden sich in Heide-, Hochmoor- und Naturschutzgebieten, in Waldstücken wie in Ortschaften.

## Erweiterungraumsichten
Mit dem Projekt raumsichten wird die Skulpturenroute kunstwegen von Nordhorn ausgehend durch den südlichen Teil des Landkreises Grafschaft Bentheim bis nach Ohne an der Grenze zu Nordrhein-Westfalen verlängert. Thema von raumsichten ist die zukünftige regionale Planung und Gestaltung von landschaftlichem und städtischem Raum. Künstlerische und planerische Perspektiven auf die Entwicklung von neuen Umgangsformen mit Landschaft und Kulturraum wurden bereits in zwei Arbeitsforen zusammen gebracht. Elf internationale Künstler arbeiteten direkt mit Experten aus Verwaltung und Praxis an neun eigenen Projekten, die gesellschaftspolitische Fragen der Nutzung und Planung von öffentlichem Raum thematisieren. Angesichts vielerorts überplanter und sich grundsätzlich wandelnder Lebensräume sollen in der Verbindung von ortsbezogenen künstlerischen Arbeiten mit den sozialen, kommunikativen und planerischen Prozessen neue Möglichkeiten entdeckt werden.
Die Erweiterung der Kunstwegen-Route wurde am 4. Mai 2012 eröffnet.

## Künstler

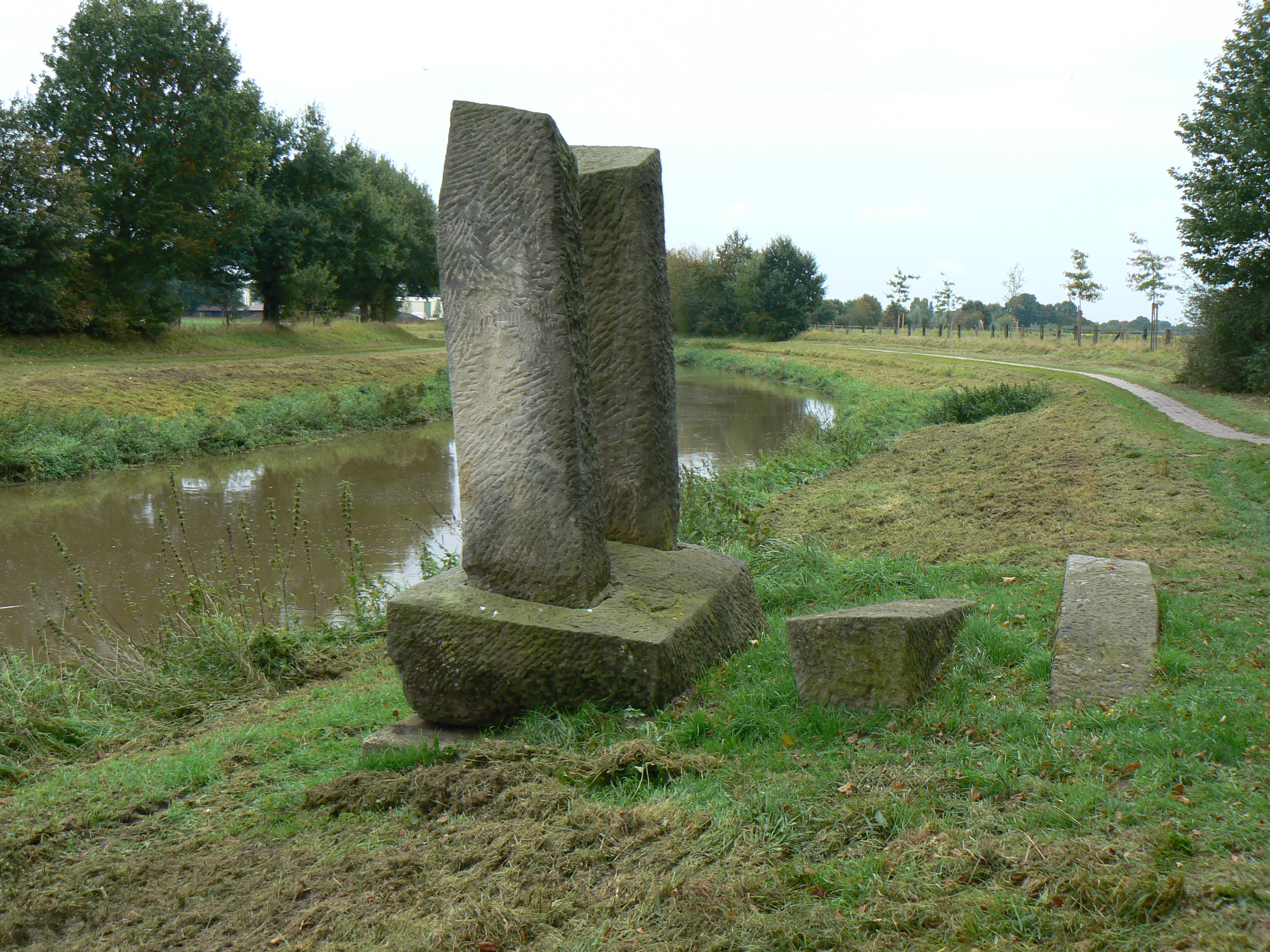
Michael Schoenholtz

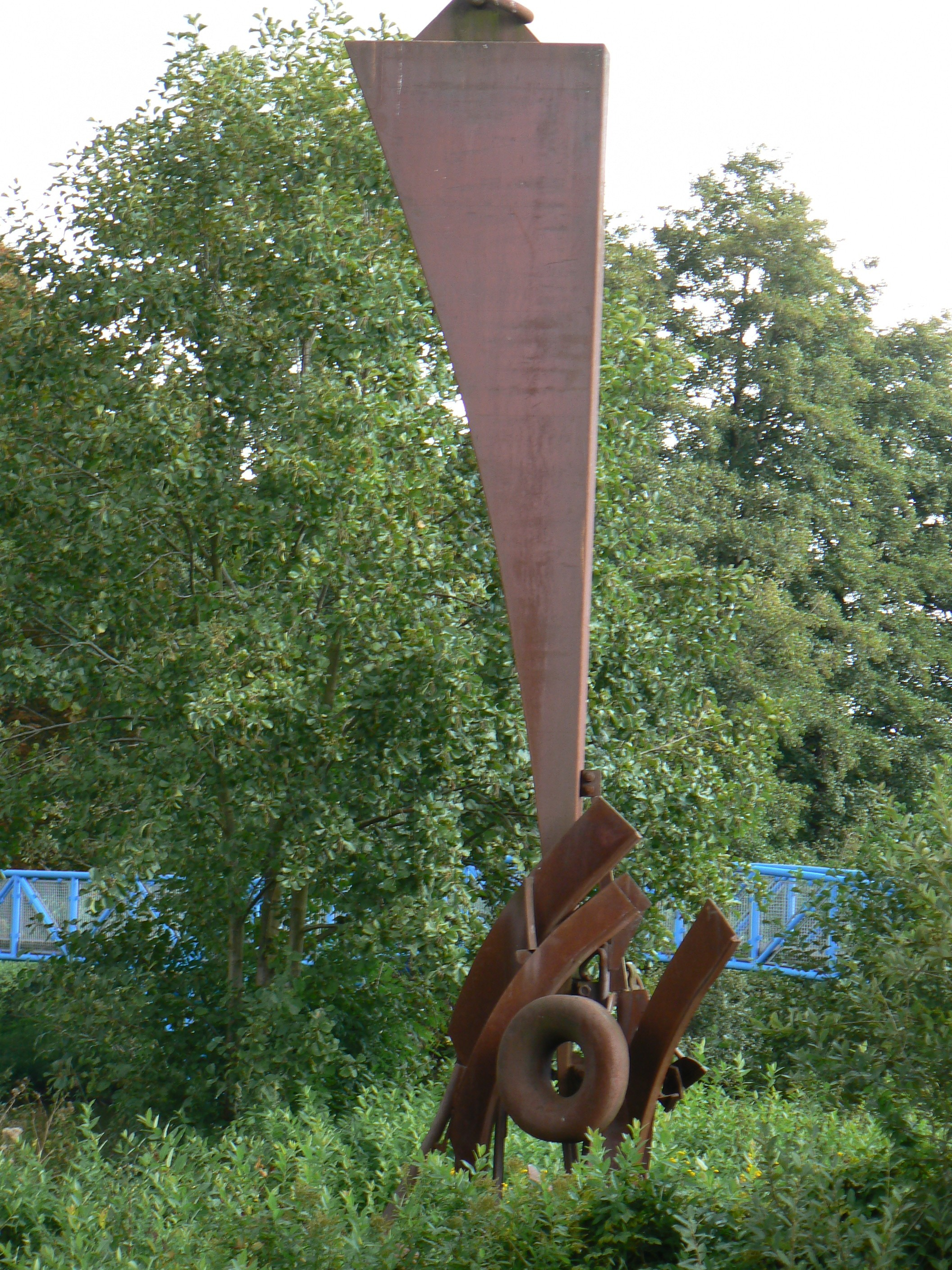
Bernhard Luginbühl: Nordhornstengel (1993)

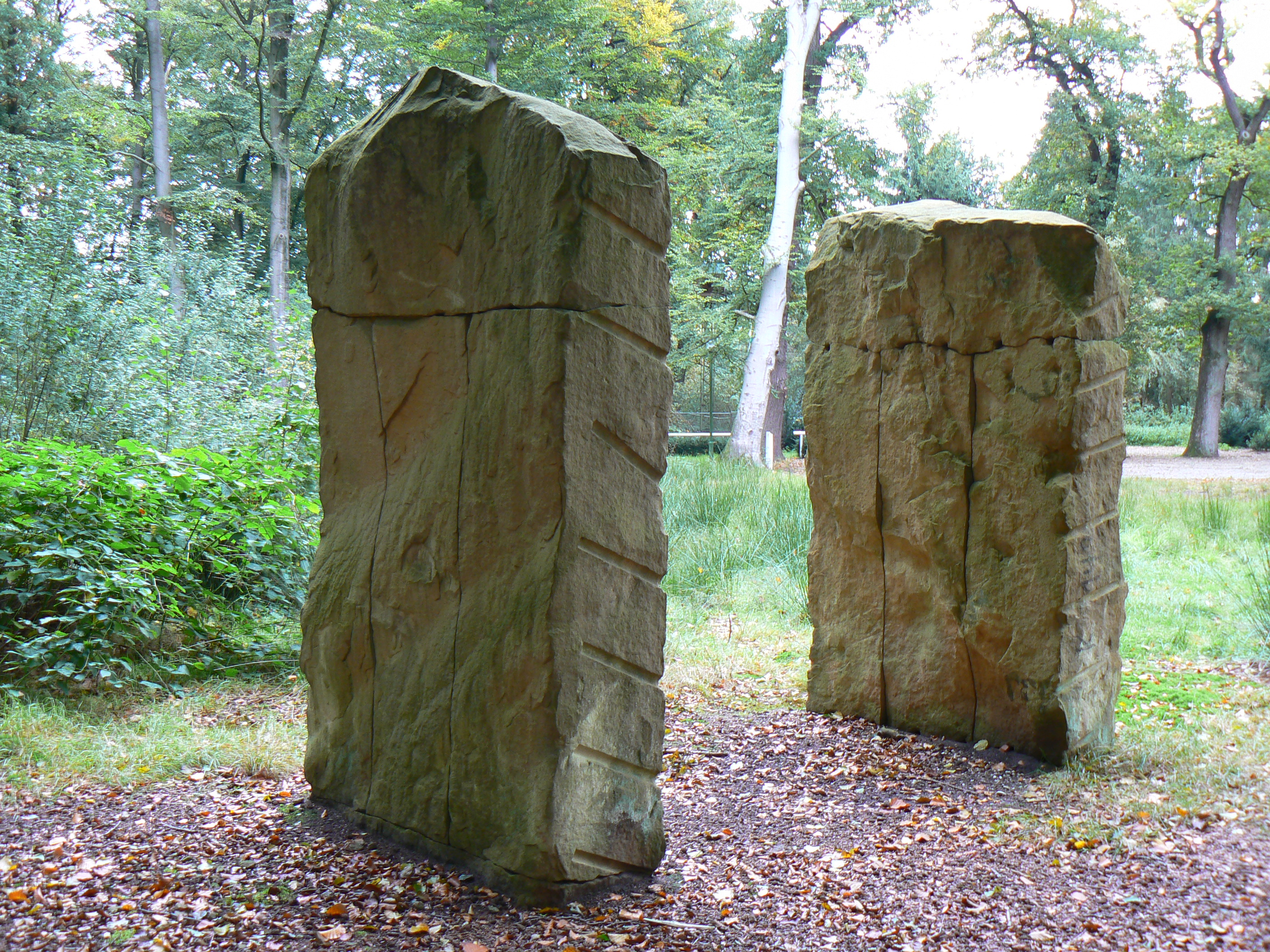
Ulrich Rückriem: Ohne Titel (1982)

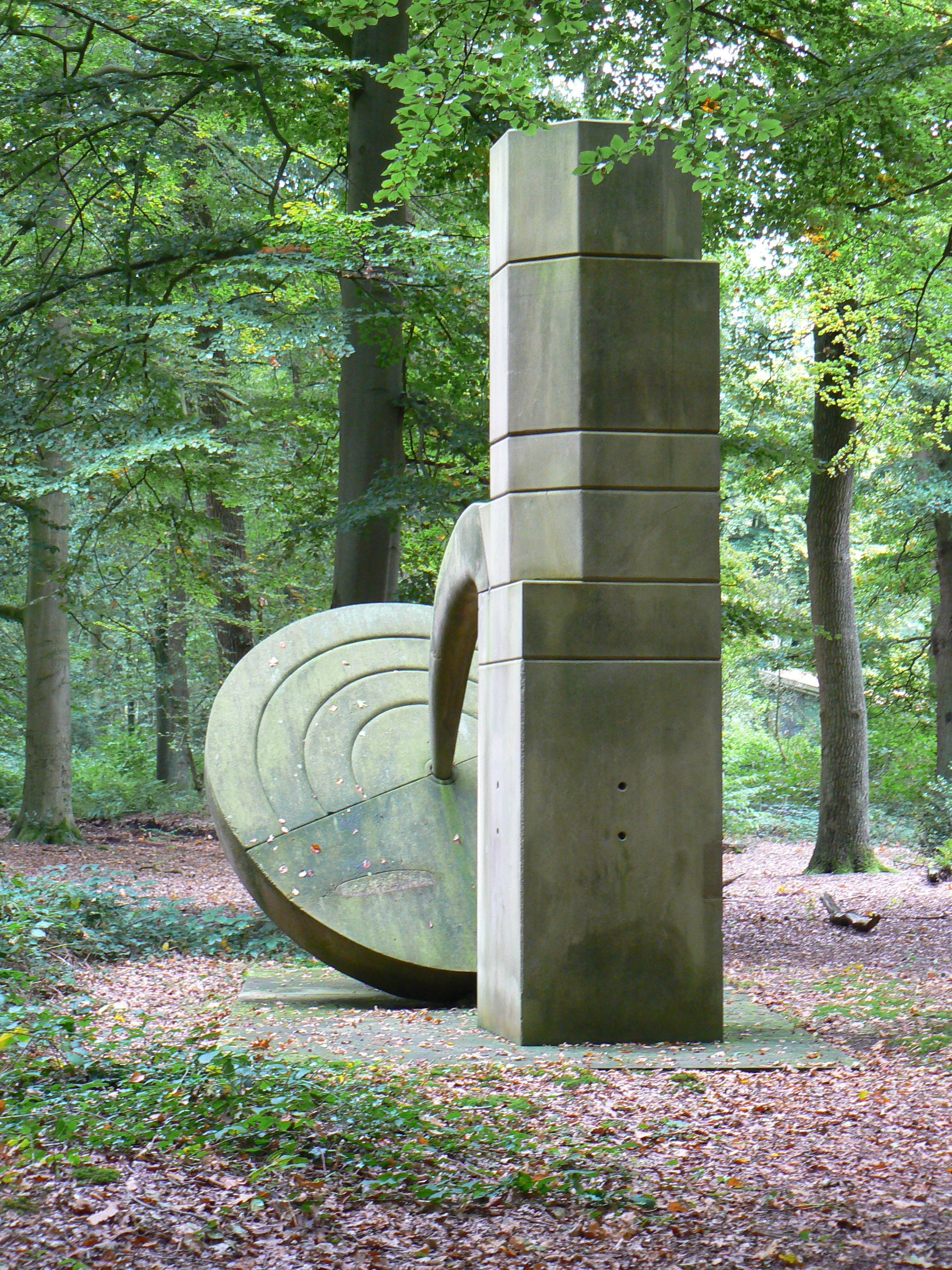
Peter van de Locht: Bauwerk für die guten Gefühle (1982)

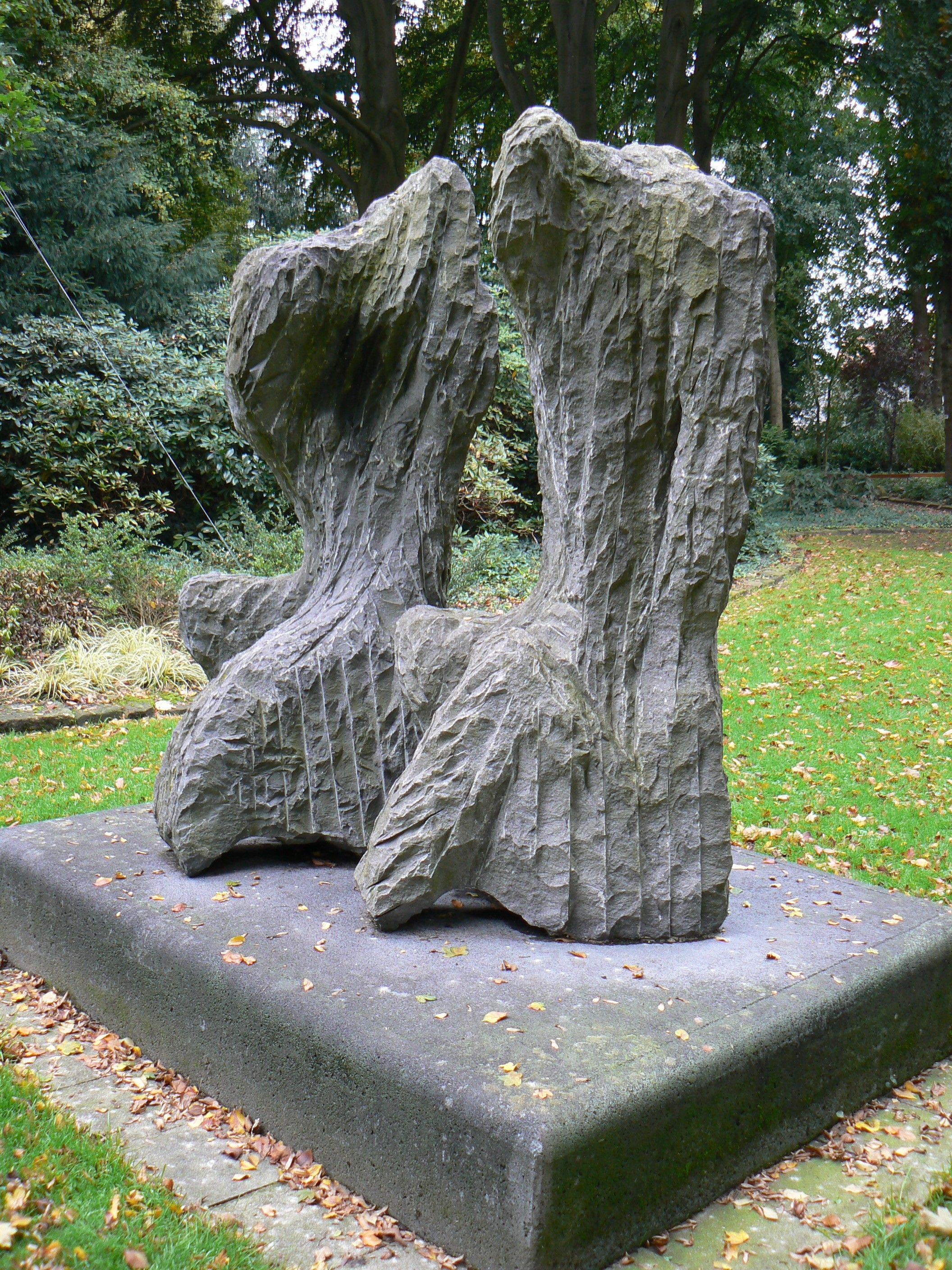
Eugène Dodeigne: Ohne Titel

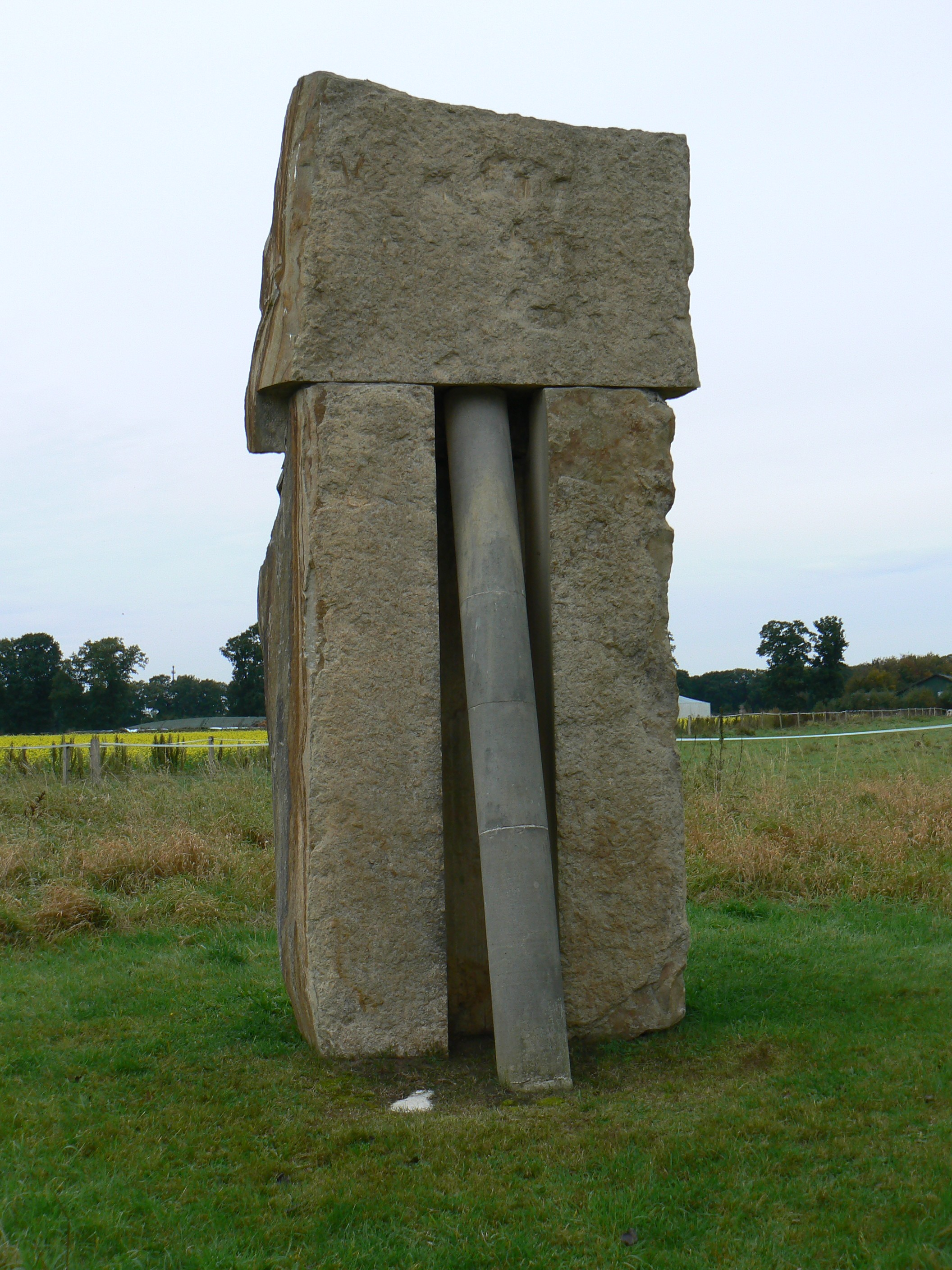
Cornelius Rogge: Säule, 1988

- Hans van den Ban
- Herbert Baumann
- Hede Bühl
- Reinhard Buxel
- Cai Guo-Qiang
- Ernst Caramelle
- Bonnie Collura
- Stephen Craig
- Christiaan Paul Damsté
- Richard Deacon
- Braco Dimitrijević
- Mark Dion
- Eugène Dodeigne
- Olafur Eliasson
- Luciano Fabro
- Fischli & Weiss
- Makoto Fujiwara
- Hamish Fulton
- Wolf Gloßner
- Dan Graham
- Tamara Grcic
- Eva Grubinger
- Henrik Håkansson
- Erich Hauser
- Hawoli
- Georg Herold
- Jenny Holzer
- Nan Hoover
- Franka Hörnschemeyer
- Ilja Kabakow & Emilia Kabakow
- Andreas Kaiser
- Marin Kasimir
- David Kessler
- Suchan Kinoshita & Hasje Boeyen
- Folke Köbberling & Martin Kaltwasser
- Joseph Kosuth
- Till Krause
- Kubach-Wilmsen
- Paul Lincoln
- Peter van de Locht
- Bernhard Luginbühl
- Marko Lulic
- Bert Meinen
- Gerhard Merz
- Christiane Möbus
- Rien Monshouwer
- Jan van Munster
- Louis Niebuhr
- Nils-Udo
- Alwie Oude Aarninkhof
- Rudi Pabel
- Ralf Peters
- Uwe Poth
- Karl Prantl
- Tobias Rehberger
- Thomas Rentmeister
- Cornelius Rogge
- Willem de Rooij
- Peter Rübsam
- Ulrich Rückriem
- Hans Schabus[3]
- Robert Schad
- Christoph Schäfer
- Antje Schiffers
- Michael Schoenholtz
- Ann-Sofi Sidén
- Andreas Slominski
- Timm Ulrichs
- Henk Visch
- Lawrence Weiner
- Tine van de Weyer